# Coleophora pseudodianthi
Coleophora pseudodianthi — вид лускокрилих комах родини чохликових молей (Coleophoridae).

## Поширення
Вид поширений в Східній Європі. Зареєстрований в Болгарії, Греції, Північній Македонії та на півдні України (в Криму)..

## Опис
Розмах крил 14-18 мм.

## Спосіб життя
Імаго спостерігаються у травні і червні. Личинки живляться на гвоздиці.